# Арья, Риту
Риту Арья (англ. Ritu Arya, родилась 17 сентября 1988, Гилфорд, Суррей, Англия) — английская актриса. Впервые она стала известна по роли Меган Шарма в мыльной опере «Врачи» (2017), за которую была номинирована на Британскую премию British Soap Awards. Позднее актриса получила признание за роли Флэша в научно-фантастическом сериале «Люди» (2016-2018) и Лайлы Питтс в сериале Netflix «Академия Амбреллы» (2019 – 2024).

## Биография
Родилась в Англии. Мать и отец Риту Арьи работают в сфере недвижимости. Она индийского происхождения, у нее есть два брата, Роми и Рахул, последний из которых также является актером.
Девушка начала сниматься в подростковом возрасте. Арья получила степень бакалавра астрофизики в Университете Саутгемптона, где она выступала в составе театральной группы Саутгемптонского университета и комедийного общества, включая несколько шоу на Эдинбургском фестивале Fringe. Впоследствии она обучалась в Оксфордской школе драмы.

## Карьера
После серии ролей в короткометражных фильмах Арья сыграла роль доктора Меган Шарма в британской мыльной опере «Врачи», за которую она была номинирована на премию British Soap Award в категории «Лучший новичок» в 2017 году.
Также она снималась в сериале «Шерлок» в 2014 году, а позже играла андроида Флэша в сериале «Люди» с 2016 по 2018 год. В 2019 году актриса появилась в роли Дженны в сериале «Доктор» и фильме «Последнее Рождество». В следующем году ей посчастливилось быть Лавой в сериале Netflix «Чувствуй себя хорошо» и приглашенной звездой в сериале «Доктор Кто».
В 2020 году Арья также снялась в роли Лайлы Питтс во второй серии Netflix оригинального сериала «Академия Амбреллы», который заслужил ее похвалу; она повторила роль персонажа в третьем сезоне сериала, который был выпущен в 2022 году.
В 2021 году девушка снялась в фильме Netflix «Красное уведомление». Она также появилась в фильме Греты Гервиг «Барби» в роли журналистки Барби, который вышел в кинопрокат в 2023 году и при производственном бюджете в $100 млн собрал по всему миру $1,44 млрд.
Кроме того, Арья была барабанщицей и входила в группу KIN, которая выпустила свой дебютный сингл Sharing Light в апреле 2020 года. Премьера их следующего сингла L.O.V.E. состоялась 6 августа 2020 года. 16 октября 2022 года KIN опубликовали заявление, в котором говорилось, что актриса покинула группу, а ее последний концерт с ними состоялся 14 октября 2022 года в Лондоне.

## Фильмография

### Фильмы
| Not yet released | Фильмы, которые еще не были выпущены |

| Год  | Оригинальное название   | Роль                  | Примечание             |
| ---- | ----------------------- | --------------------- | ---------------------- |
| 2015 | My Beautiful White Skin | Parita                | Короткометражный фильм |
| 2017 | Daphne                  | Rachida               |                        |
| 2017 | Jessamine               | Sonya                 | Короткометражный фильм |
| 2017 | The Super Recogniser    | Agent Williams        | Короткометражный фильм |
| 2018 | Lady Parts              | Saira                 | Короткометражный фильм |
| 2019 | Last Christmas          | Jenna                 |                        |
| 2021 | Red Notice              | Inspector Urvashi Das |                        |
| 2023 | Polite Society          | Lena                  |                        |
| 2023 | Barbie                  | Journalist Barbie     |                        |

### Сериалы
| Год       | Оригинальное название   | Роль             |
| --------- | ----------------------- | ---------------- |
| 2013      | Doctors                 | Sukhinder Nain   |
| 2013      | The Tunnel              | Bureau Girl      |
| 2014      | Sherlock                | Gail             |
| 2016      | We The Jury             | Kate             |
| 2016–2018 | Humans                  | Flash            |
| 2017      | Crackanory              | Eleni / Beth     |
| 2017      | Doctors                 | Dr. Megan Sharma |
| 2018–2019 | The Good Karma Hospital | Barsha Nambeesan |
| 2019      | Sticks and Stones       | Becky            |
| 2020      | Doctor Who              | Gat              |
| 2020      | The Stranger            | Michaela         |
| 2020      | Feel Good               | Lava             |
| 2020–2024 | The Umbrella Academy    | Lila Pitts       |
| 2024      | Paris Has Fallen        | Zara Taylor      |

### Театр
| Год  | Оригинальное название  | Роль             | Место                           | Ссылка |
| ---- | ---------------------- | ---------------- | ------------------------------- | ------ |
| 2013 | Carpe Diem             | Aishah           | Royal National Theatre, London  | [ 17 ] |
| 2014 | The Fourth Wise Man    | Samira           | Unicorn Theatre, London         | [ 18 ] |
| 2015 | Mermaid                | Mermaid/Ensemble | UK Tour                         | [ 19 ] |
| 2015 | We Know Where You Live | Asma             | Finborough Theatre, London      | [ 20 ] |
| 2015 | Beauty and the Beast   | Belle            | Polka Theatre, London           | [ 21 ] |
| 2016 | Noises Off             | Poppy            | Nottingham Playhouse, Ноттингем | [ 22 ] |
| 2017 | Mother Christmas       | Grace            | Hampstead Theatre, London       | [ 23 ] |
| 2018 | Genesis Inc.           | Serena           | Hampstead Theatre, London       | [ 24 ] |

## Награды и номинации
| Название мероприятия               | Год  | Категория                                | Фильм или сериал        | Результат |
| ---------------------------------- | ---- | ---------------------------------------- | ----------------------- | --------- |
| Socially Relevant Film Festival NY | 2016 | Лучшая актриса в короткометражном фильме | My Beautiful White Skin | Победа    |
| British Soap Awards                | 2017 | Лучший новичок                           | Врачи                   | Победа    |
| IGN Summer Movie Awards            | 2020 | Лучший телевизионный ансамбль            | Академия Амбреллы       | Номинация |
| British Independent Film Awards    | 2023 | Лучшее исполнение роли второго плана     | Приличное общество      | Номинация |